# كريس غامبل
كريس غامبل (بالإنجليزية: Chris Gamble)‏ هو لاعب كرة قدم أمريكية أمريكي، ولد في 11 مارس 1983 في بوسطن في الولايات المتحدة.

## وصلات خارجية
- كريس غامبل على موقع مرجع كرة القدم المحترفة.كوم (الإنجليزية)